# Pungsan-dong, Hanam
Pungsan-dong (koreanska: 풍산동) är en stadsdel i staden Hanam i provinsen Gyeonggi i den norra delen av
Sydkorea, 19 km öster om huvudstaden Seoul.